# Pulverturm (Krems)

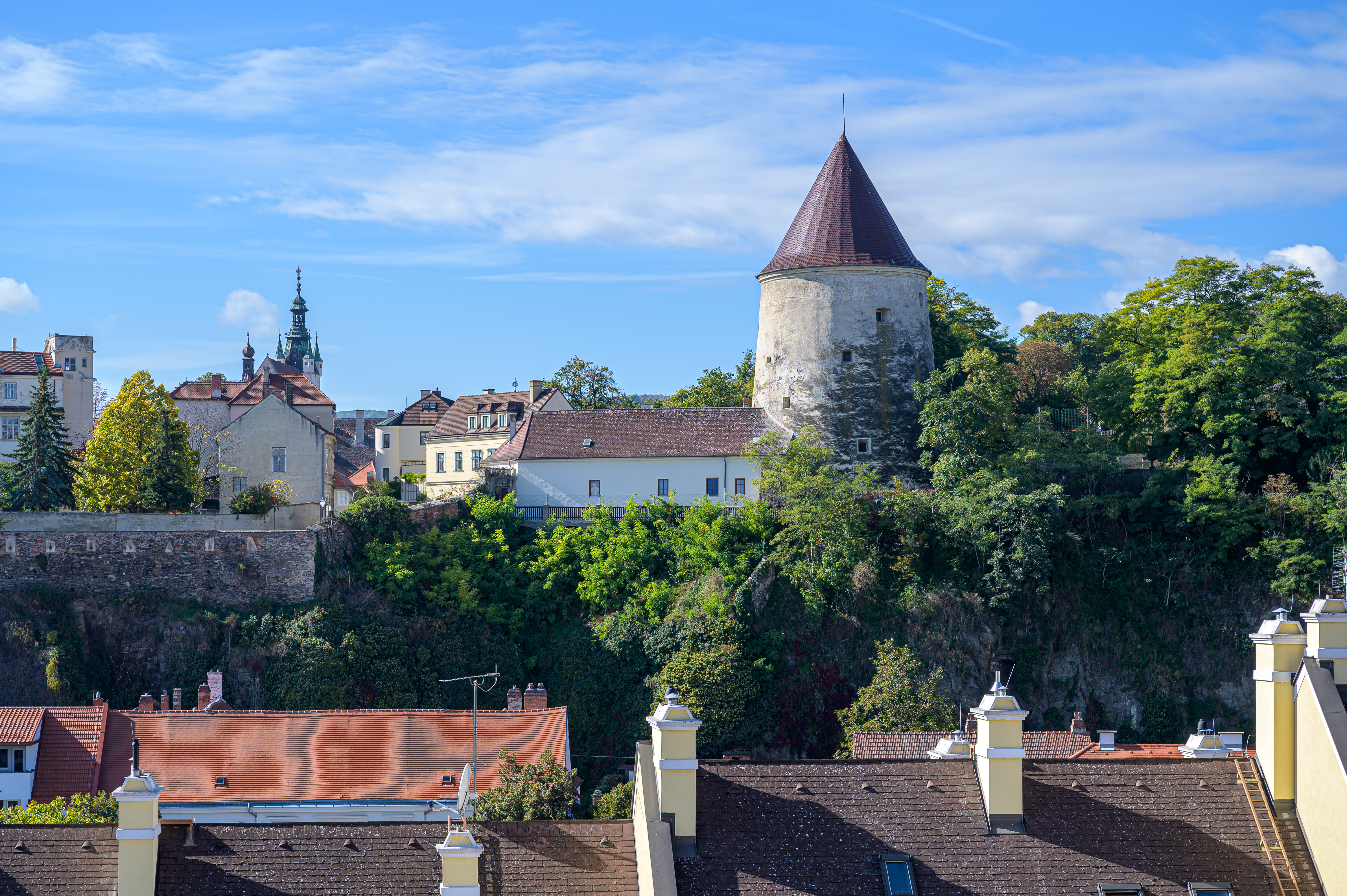
Der Pulverturm

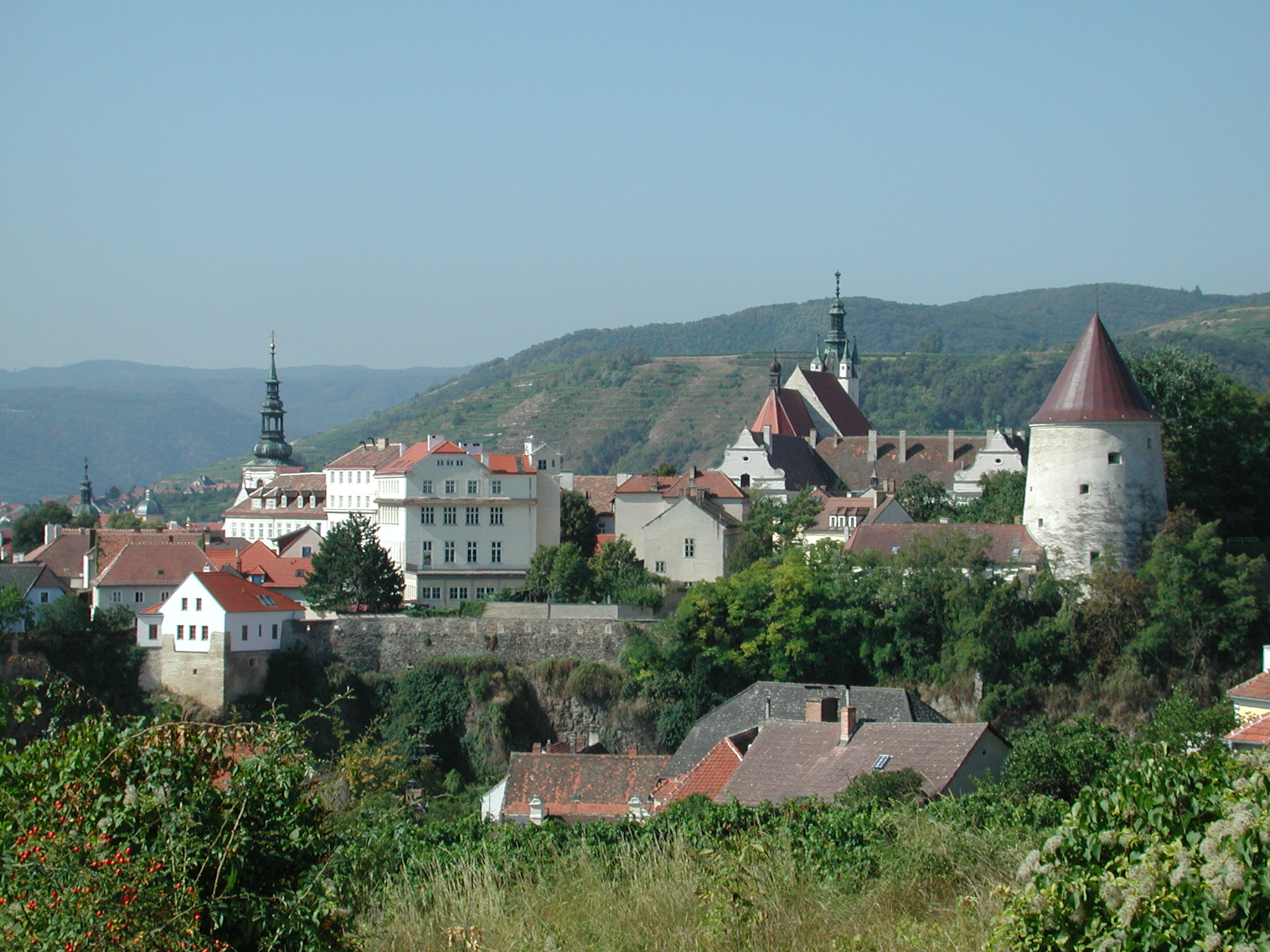
Blick auf die Altstadt von Krems – Pulverturm auf der rechten Bildseite

Der Pulverturm in Krems an der Donau ist ein massiver Rundturm, der die Nordostecke der ehemaligen Stadtbefestigung bildet und damit die Stadtsituation überragt, wenn man sich von Osten der Stadt nähert. Er könnte wegen seiner charakteristischen Lage als zweites Wahrzeichen von Krems bezeichnet werden. Als Teil der Stadtmauer stammt er aus dem ausgehenden 15. Jahrhundert (1477), doch war er ursprünglich flach gedeckt und diente als Batterieturm.
Die Stadtansicht von Matthäus Merian zeigt diesen Zustand und bezeichnet ihn als „Lug ins Land“, sein Kegeldach erhielt er erst im 18. Jahrhundert. Aus Sicherheitsgründen wurde seine Funktion als Schießpulverdepot 1752 aufgeben und dieses an einen Platz außerhalb der Stadt nach Gneixendorf (Ried Pulverturm) verlegt, wo es allerdings 1851 zu einer Explosionskatastrophe kam.